# Антеозаври
Антеозаври (Anteosauria) — група вимерлих плазунів ряду терапсид підряду Диноцефали (Dinocephalia). Це були великі хижаки, що жили у кінці пермі. Скам'янілі рештки представників клади знайдені у Південній Африці, Росії, Китаї та Бразилії.
Це були великі терапсиди з великими іклами та різцями. Череп довгий та масивний. Вони мали невеликі кінцівки. Ці хижаки полювали на рослиноїдних тапіноцефалів (Tapinocephalia).

## Класифікація
Таксономія за Kammerer et al., 2011.
- Клас Synapsida
  - Ряд Therapsida
    - Підряд Dinocephalia
      - Клада Anteosauria
        - Родина Anteosauridae
          - Archaeosyodon
          - Microsyodon
          -  ?Paranteosaurus
          - Підродина Anteosaurinae
            - Sinophoneus
            - Titanophoneus
            - Триба Anteosaurini
              - Anteosaurus
              - Doliosauriscus

          - Підродина Syodontinae
            - Australosyodon
            - Notosyodon
            - Pampaphoneus
            - Syodon

        - Родина Brithopodidae
          - Admetophoneus
          - Brithopus
          - Chthomaloporus
          - Eosyodon
          - Mnemeiosaurus

        - Родина Deuterosauridae
          - Deuterosaurus